# Плімут (Вісконсин)
Плімут (англ. Plymouth) — місто (англ. city) в США, в окрузі Шебойґан штату Вісконсин. Населення — 8932 особи (2020).

## Географія
Плімут розташований за координатами 43°44′43″ пн. ш. 87°57′55″ зх. д. / 43.74528° пн. ш. 87.96528° зх. д. (43.745180, -87.965307).  За даними Бюро перепису населення США в 2010 році місто мало площу 13,84 км², з яких 13,63 км² — суходіл та 0,21 км² — водойми.

## Демографія
Згідно з переписом 2010 року, у місті мешкало 8445 осіб у 3710 домогосподарствах у складі 2253 родин. Густота населення становила 610 осіб/км².  Було 4039 помешкань (292/км²).
Расовий склад населення:
| - 96,2 % — білих - 0,7 % — азійців - 0,4 % — корінних американців - 0,4 % — чорних або афроамериканців |

До двох чи більше рас належало 1,4 %. Частка іспаномовних становила 2,4 % від усіх жителів.
За віковим діапазоном населення розподілялося таким чином: 24,2 % — особи молодші 18 років, 58,5 % — особи у віці 18—64 років, 17,3 % — особи у віці 65 років та старші. Медіана віку мешканця становила 40,8 року. На 100 осіб жіночої статі у місті припадало 91,0 чоловіків;  на 100 жінок у віці від 18 років та старших — 87,5 чоловіків також старших 18 років.
Середній дохід на одне домашнє господарство  становив 57 839 доларів США (медіана — 49 769), а середній дохід на одну сім'ю — 70 083 долари (медіана — 66 044). Медіана доходів становила 51 558 доларів для чоловіків та 37 178 доларів для жінок. За межею бідності перебувало 10,4 % осіб, у тому числі 16,0 % дітей у віці до 18 років та 10,4 % осіб у віці 65 років та старших.
Цивільне працевлаштоване населення становило 4507 осіб. Основні галузі зайнятості: виробництво — 32,4 %, освіта, охорона здоров'я та соціальна допомога — 20,0 %, роздрібна торгівля — 14,4 %.